# Yaginumaella hyogoensis
Yaginumaella hyogoensis är en spindelart som beskrevs av Bohdanowicz, Prószynski 1987. Yaginumaella hyogoensis ingår i släktet Yaginumaella och familjen hoppspindlar. Inga underarter finns listade i Catalogue of Life.